# Manchester (Kansas)
Manchester és una població dels Estats Units a l'estat de Kansas. Segons el cens del 2000 tenia 102 habitants.

## Demografia
Segons el cens del 2000, Manchester tenia 102 habitants, 46 habitatges, i 31 famílies. La densitat de població era de 151,5 habitants/km².
Dels 46 habitatges en un 23,9% hi vivien nens de menys de 18 anys, en un 56,5% hi vivien parelles casades, en un 8,7% dones solteres, i en un 32,6% no eren unitats familiars. En el 26,1% dels habitatges hi vivien persones soles el 13% de les quals corresponia a persones de 65 anys o més que vivien soles. El nombre mitjà de persones vivint en cada habitatge era de 2,22 i el nombre mitjà de persones que vivien en cada família era de 2,55.
Per edats la població es repartia de la següent manera: un 19,6% tenia menys de 18 anys, un 3,9% entre 18 i 24, un 29,4% entre 25 i 44, un 29,4% de 45 a 60 i un 17,6% 65 anys o més.
L'edat mediana era de 41 anys. Per cada 100 dones de 18 o més anys hi havia 121,6 homes.
La renda mediana per habitatge era de 31.563 $ i la renda mediana per família de 32.500 $. Els homes tenien una renda mediana de 22.500 $ mentre que les dones 16.500 $. La renda per capita de la població era de 14.035 $. Entorn del 6,3% de les famílies i el 7,8% de la població estaven per davall del llindar de pobresa.

## Poblacions més properes
El següent diagrama mostra les poblacions més properes.